# BMW RS 255 Kompressor

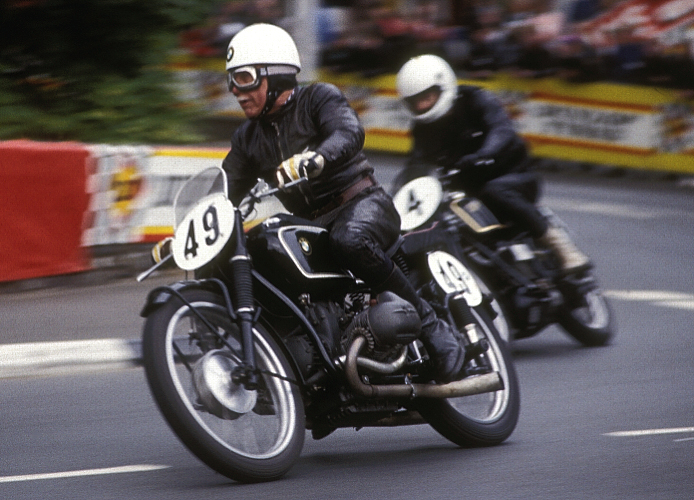
Georg Meier pilotant une 255 Kompressor de 1939 lors du Tourist Trophy 1989 sur l'Île de Man

La BMW RS 255 Kompressor (aussi connu comme la Type 255 Kompressor, 500 Kompressor, RS 255, RS255 et Type 255 RS 500) est un moto de compétition avec un moteur boxer suralimenté des années 1930. C'est au guidon d'une 255 Kompressor que Georg Meier remporta le Tourist Trophy de 1939, signant la première victoire d'une moto non Britannique dans la catégorie Reine 500 cm3 Senior TT . Une BMW 255 Kompressor a été vendue aux enchères en 2013 pour 480.000 US$, le deuxième montant le plus élevé jamais payé aux enchères pour une moto ,,.

## Historique
La BMW WR 750 de 1929 était déjà équipée d'une suralimentation par compresseur Zoller. Le moteur de la WR 750 provenait directement des modèles de production R 47 et R 57. La WR 750 fut principalement utilisée par Ernst Jakob Henne pour des records de course, mesurés pour la première fois le 19 septembre 1929 à 216,75 km/h sur le mile lancé. Le dernier record avec une WR 750 sans carénage fut établi le 27 septembre 1935 par Henne, sur la nouvelle route 5 reliant Francfort-sur-le-Main et Darmstadt, à 256,046 km/h sur le kilomètre lancé. Le concepteur Rudolf Schleicher reconnut très tôt la limite de puissance du moteur culbuté et commença le développement au début des années 1930 d'un moteur Boxer OHC à soupapes en tête.

## Technologie
Le moteur Boxer conçu par Schleicher, muni d'arbres à cames en tête et alimenté par un arbre vertical, était équipé d'un compresseur Zoller fixé à l'avant, atteignant dès 1935 une puissance de 90 ch . Le compresseur, lubrifié par de l'huile de ricin ajouté au carburant ,,, fournit une pression de 15 psi (100 kPa) . L'alésage du moteur de 493 cm3 est de 66 mm, la course de 72 mm. La puissance de la machine de records de vitesse de 1937 (poids sans carénage 117 kg) se situerait entre 105 et 108 ch à 8000 tr/min , tandis que la puissance de la machine de course (poids à vide 138 kg) varierait selon la source de 50 ch à 6500 tr/min à 60 ch à 7000 tr/min. La puissance variait en fonction de la pression de suralimentation (de 0,4 à 2 bars) et du carburant spécial utilisé . Les deux versions avaient une boîte de vitesses à quatre rapports, un cadre tubulaire incurvé, qui a ensuite été utilisé sur la BMW R 5, une fourche télescopique, une suspension à voie droite et une taille de pneu de 21 x 3 à l'avant et de 19 × 3½ pouces à l'arrière.

## Records
La machine établira plusieurs records, dont le premier tour à 160 km/h dans un évènement majeur, lorsque Georg Meier remporta le Grand Prix moto de Belgique en 1939 et le record de vitesse d'Ernst Jakob Henne en 1936 sur un modèle à carénage profilé .

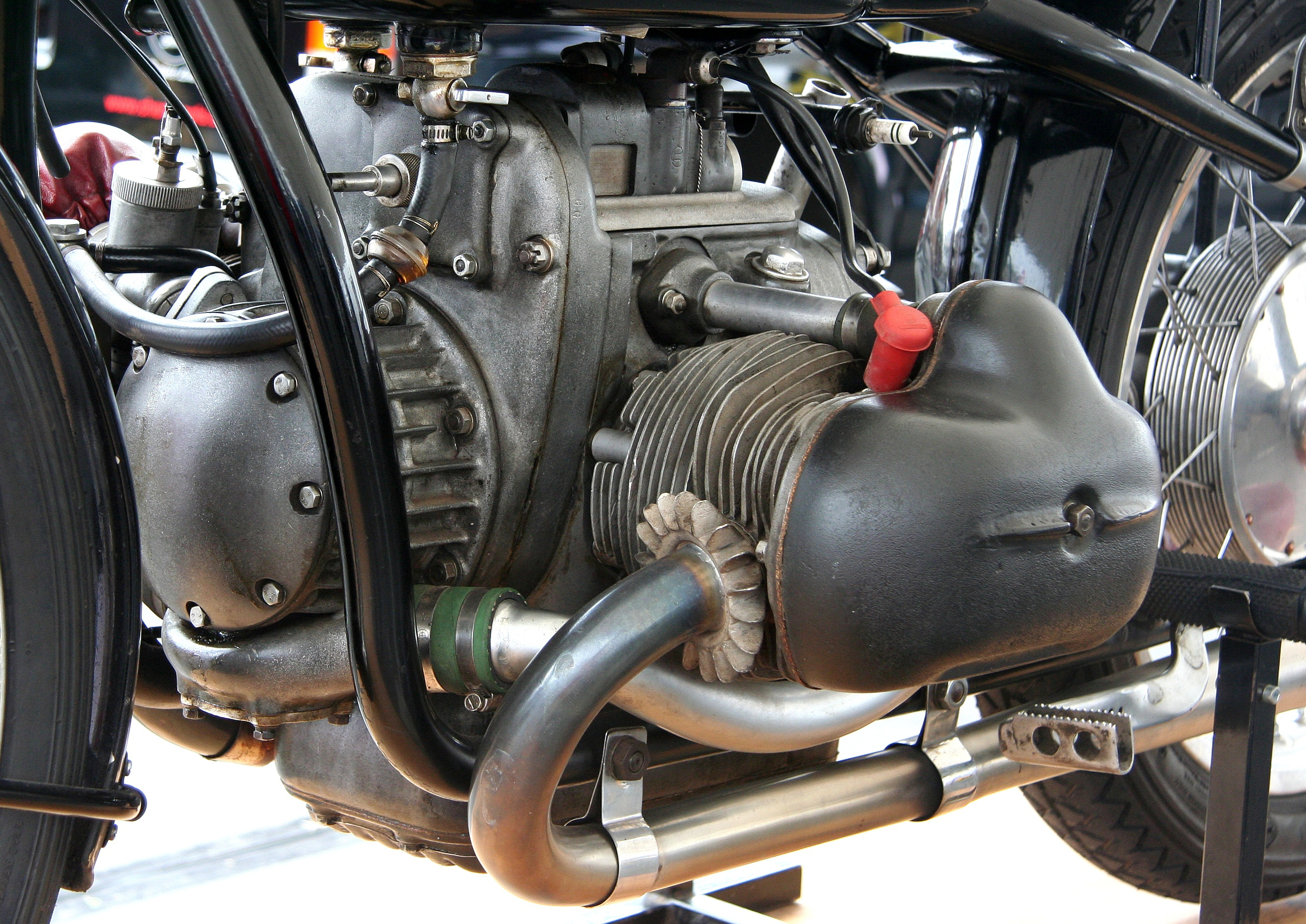
L'ensemble ompresseur-moteur-boîte de vitesses

Le 12 octobre 1936, Ernst Jakob Henne établissait le premier record du monde sur l’autoroute 5, à proximité de Francfort-sur-le-Main, sur une RS 255 Kompressor entièrement carénée en parcourant le kilomètres lancé à 272,006 km/h . Le record ne fut pas sans poser de problèmes; À partir de 250 km/h de forts mouvements du cadre se firent sentir. Lors du trajet de retour, obligatoire pour valider le record, Henne mieux préparé fut en mesure de mieux contrôler les mouvements de la moto. "Plus tard, les aérodynamiciens déterminèrent que la moto pouvait atteindre 280 km/h." .
En 1937, une compétition internationale pour le record mondial de vitesse absolue à motos fut organisée. Trois pilotes y participèrent. Le 19 avril 1937, Eric Fernihough surenchérit sur une Brough Superior à moteur JAP de 996 cm3 parcourant en Hongrie (Gyón) le kilomètre lancé à 273,244 km/h. Le 21 octobre 1937, sur l’autoroute de Brescia en Italie, Piero Taruffi améliora le record sur sa Gilera Rondine à 274,181 km/h . Henne était bien décidé à récupérer le titre. Lors d'essais sur route effectués fin octobre 1937, il s'avéra que le carénage intégral ("œuf de poule") précédemment utilisé sur la BMW ne convenait pas pour un autre record. Lors de la révision ultérieure du carénage complet, les ailerons latéraux furent enlevés, l’aileron arrière prolongé et le pare-brise retiré; Henne pilota encore une fois avec son casque en goutte d'eau bien connu . Le 28 novembre 1937 il décrocha à nouveau sur l’autoroute 5 le record du monde de motos à 279,503 km/h. Un record qui dura 14 ans et fut seulement battu le 12 avril 1951 par Wilhelm Herz sur NSU à 290,322 km/h .
« „Ernst Hennes Motorrad der 30er Jahre […] war kaum gefedert und lief gar nicht stabil. Damit 280 km/h zu fahren, in unbekanntes Terrain vorzustoßen, war eine große Herausforderung – mental wie physisch. Wenn wir heute mit einigen Serienmotorrädern 280 km/h problemlos fahren können, sollten wir nicht vergessen, dass dies erst rund ‚60 nach Henne‘ möglich wurde. Dies unterstreicht die Pionierleistung […]“ »
— Helmut Dähne
        
« La moto des années 30 d’Ernst Henne [...] était tout juste construite et ne roulait pas de façon stable. Conduire à 280 km/h, c'était pénétrer dans un territoire inexploré et un grand défi, tant sur le plan mental que physique. Si aujourd’hui nous pouvons facilement conduire à 280 km/h avec certaines motos de série, nous ne devons pas oublier que cela n’a été possible qu’aux environs de "60 après Henne". Cela souligne ce qu'ont réalisé ces pionniers [...]. »
Un timbre commémoratif allemand de 1983, provenant d'un dessin de Heinz Schillinger, représentait la machine détentrice du record du monde de 1937 .

## Courses sur route

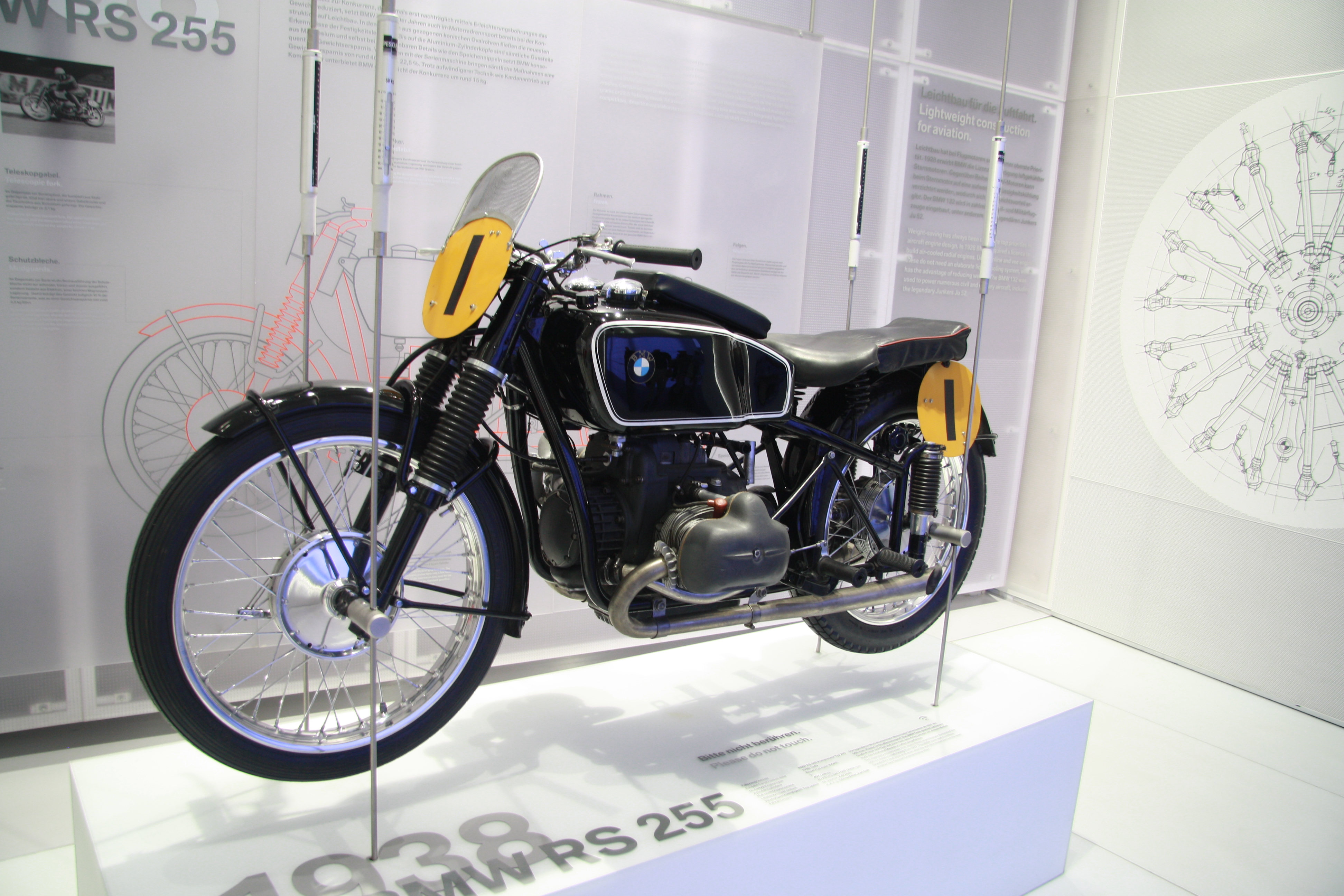
RS 255 Kompressor exposée au Musée BMW de Munich

À partir de 1936 la RS 255 Kompressor fut utilisée dans toutes les grandes courses sur route européennes. Karl Gall fut champion allemand sur cette moto dans la classe 500 cm3 en 1937. Le plus grand succès fut remporté par le pilote de course Georg Meier lorsqu'il est devenu champion d'Europe en 1938 et a remporté en 1939 le Tourist Trophy sur l'île de Man sur cette moto. Après la Seconde Guerre mondiale, Ludwig Kraus et Walter Zeller ont piloté la RS 255 Kompressor lors des championnats nationaux jusqu'en 1950, année à partir de laquelle l’interdiction par la FIM des moteurs compressés fut également valable en Allemagne.

## Aujourd'hui
Un exemplaire de cette moto est exposé au Musée BMW de Munich . La BMW RS 54 développée en 1953 descend directement de la RS 255 Kompressor. En 2013, une RS 255 Kompressor a été vendu aux enchères à Bonhams pour un montant de 374.000 € . 